# Vítor Damas
Vítor Manuel Afonso Damas de Oliveira (Lisboa, 8 de octubre de 1947 — ib., 10 de septiembre de 2003), deportivamente conocido como Vítor Damas, fue un futbolista y entrenador portugués, que jugó como guardameta y fue internacional por la selección de Portugal.
Desarrolló la mayor parte de su trayectoria profesional en el Sporting de Portugal, su club de debut y en el que estuvo diez años consecutivos. Entre 1976 y 1980 formó parte del Racing de Santander y luego regresó a Portugal. Acabó retirándose con el Sporting en la temporada 1988/89 y se convirtió en el futbolista que más partidos ha jugado en la entidad lisboeta.

## Biografía
Damas se formó como futbolista en el Sporting de Portugal, donde pasó por las categorías juveniles, y debutó en la liga profesional a los 19 años. Comenzó de suplente y dos campañas después ocupó la titularidad, que mantuvo hasta su marcha en 1976. A lo largo de sus diez años con los lisboetas ganó dos ligas y tres copas, incluyendo el doblete de la temporada 1973-74, y fue convocado en 29 ocasiones con la selección de fútbol de Portugal. Se caracterizó por ser un arquero ágil, con buenos reflejos y muy dado a la espectacularidad en sus intervenciones.
En 1976 fichó por un equipo español, el Racing de Santander, en el que permaneció cuatro campañas y fue titular indiscutible tanto en Primera División como en su último año, ya en Segunda. En 1980, con 33 años, regresó a Portugal para jugar en el Vitória de Guimarães y el Portimonense, y en 1984 volvió al Sporting de Portugal, donde estuvo como titular hasta el año 1988/89, cuando fue reemplazado por el uruguayo Rodolfo Rodríguez. Disputó su último partido el 27 de noviembre de 1988 y a su marcha se convirtió en el jugador que más veces vistió la camiseta verdiblanca, en 743 ocasiones (332 en liga).
Dejó de jugar en 1989, a los 42 años, pero se quedó en el Sporting de Portugal para convertirse en preparador de porteros. También fue segundo entrenador e incluso fue técnico interino en sustitución de Pedro Rocha. En la temporada 1999/2000 dirigió al modesto Lourinhanense y en 2000/01 retornó al Sporting para ocuparse del filial. Falleció el 10 de septiembre de 2003 a los 55 años, víctima de un cáncer.

## Selección nacional
Damas fue internacional con la selección de fútbol de Portugal en 29 ocasiones. Su primera convocatoria fue el 6 de abril de 1969 frente a México y cuajó algunas actuaciones importantes. No llegó a consolidarse en el combinado nacional, pero sí fue convocado como portero suplente para la Eurocopa 1984, donde llegaron a las semifinales, y la Copa Mundial de México 1986. Allí jugó su último choque frente a Marruecos, en sustitución de Manuel Bento, el 11 de junio de 1986.

### Participaciones en Eurocopas
| Eurocopa      | Sede    | Resultado   | Partidos | Goles recibidos |
| ------------- | ------- | ----------- | -------- | --------------- |
| Eurocopa 1984 | Francia | Semifinales | 0        | 0               |

### Participaciones en Mundiales
| Mundial                        | Sede   | Resultado    | Partidos | Goles recibidos |
| ------------------------------ | ------ | ------------ | -------- | --------------- |
| Copa Mundial de Fútbol de 1986 | México | Primera fase | 2        | 4               |

## Clubes
| Club                 | País     | Año         |
| -------------------- | -------- | ----------- |
| Sporting de Portugal | Portugal | 1966 - 1976 |
| Racing de Santander  | España   | 1976 - 1980 |
| Vitória de Guimarães | Portugal | 1980 - 1982 |
| Portimonense S. C.   | Portugal | 1982 - 1984 |
| Sporting de Portugal | Portugal | 1984 - 1989 |

## Palmarés
| Título                | Club                 | Lugar    | Año     |
| --------------------- | -------------------- | -------- | ------- |
| Liga portuguesa       | Sporting de Portugal | Portugal | 1969-70 |
| Copa de Portugal      | Sporting de Portugal | Portugal | 1970-71 |
| Copa de Portugal      | Sporting de Portugal | Portugal | 1972-73 |
| Liga portuguesa       | Sporting de Portugal | Portugal | 1973-74 |
| Copa de Portugal      | Sporting de Portugal | Portugal | 1973-74 |
| Supercopa de Portugal | Sporting de Portugal | Portugal | 1986-87 |